# Lądowisko Wisła
Lądowisko Wisła – lądowisko śmigłowcowe w Wiśle w województwie śląskim przy ulicy Zameczek 1.
Lądowiskiem zarządza Kancelaria Prezydenta Rzeczypospolitej Polskiej. Znajduje się ono naprzeciwko wejścia Dolnego Zamku – Gajówki w kompleksie Zamku Prezydenckiego w Wiśle. Lądowisko zostało wpisane do ewidencji Urzędu Lotnictwa Cywilnego w roku 2012 pod numerem 180. W 2020 podpisano porozumienie pozwalające na korzystanie z obiektu przez Lotnicze Pogotowie Ratunkowe.